# デイリーマイナープラネット
デイリーマイナープラネット（英: The Daily Minor Planet、日本語版タイトル:更新する小惑星 デイリー・マイナープラネット）とは、シチズン・サイエンスのウェブポータルであるズーニバース(Zooniverse)上の市民科学プロジェクトである。NASAの予算を受けて小惑星を捜索している観測プロジェクトであるカタリナ・スカイサーベイのチームが、アメリカ・アリゾナ州のレモン山天文台で行っているレモン山サーベイ(天文台コード:G96)の画像から小惑星を発見することを目的とする。
市民科学者であるボランティアユーザーは、直近にこのサーベイの口径1.52mカセグレン式望遠鏡が撮影した画像から自動検出された膨大な小惑星候補の連続画像を見て、それらの候補がノイズなどの誤検知か、本物の小惑星候補かを分類することで、候補中の一部である本物の小惑星をフラグ付けする。それを研究者チームが国際天文学連合内で太陽系天体の観測を取りまとめている組織である小惑星センターに報告することで、小惑星の発見が実現する。膨大な候補すべてを研究者だけで判別するのは不可能であり、その分類をボランティアが手伝うことで小惑星捜索を支援できる。

## 手順

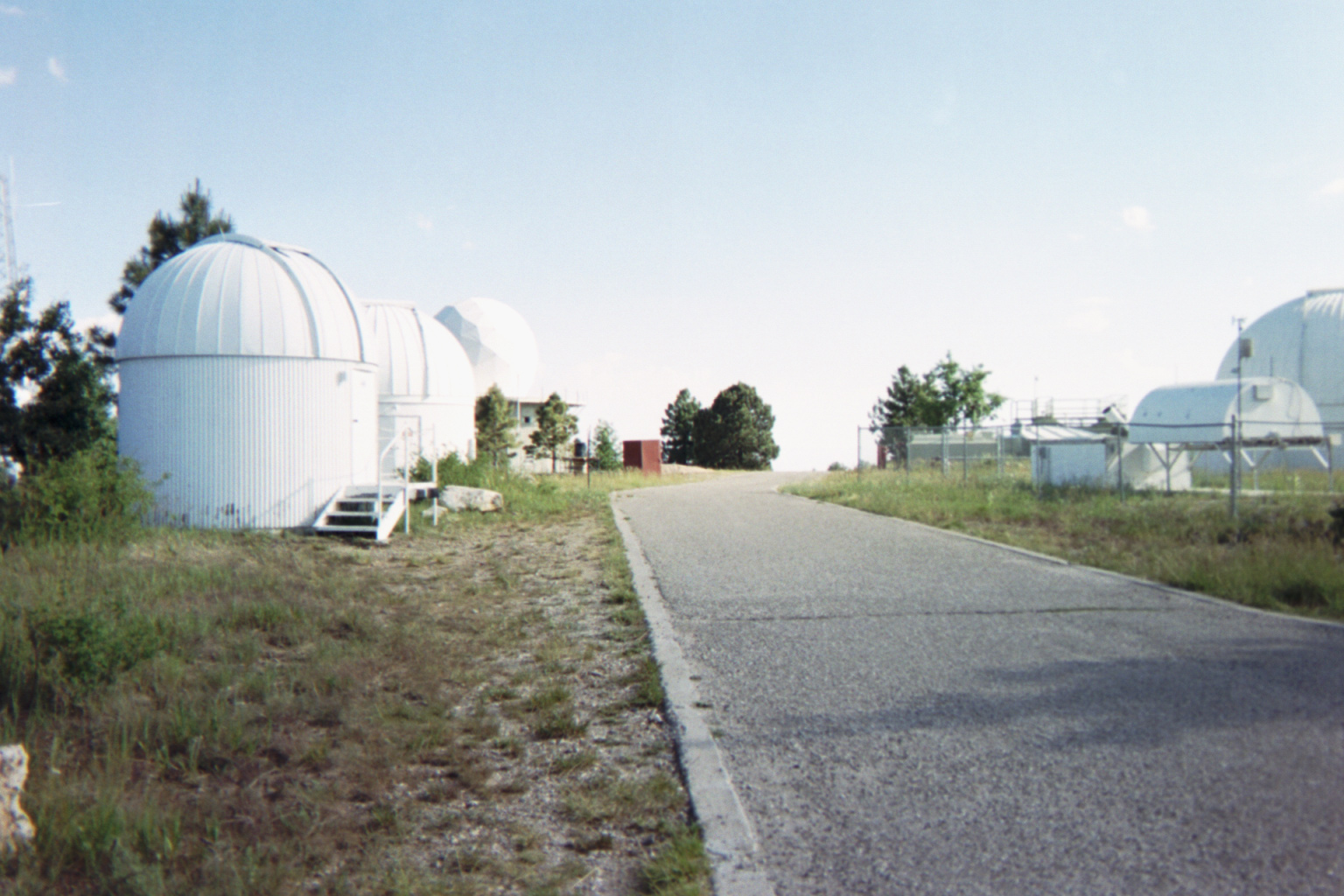
レモン山天文台

参加には手続きや資格などはなく、使い方（ページ中の「フィールドガイド」「チュートリアル」「ヘルプ」など）を読んで理解さえすればすぐに小惑星候補の分類を行うことができる。
プラットフォームであるズーニバースのアカウントを登録（無料）すれば、発見天体と発見アカウントを紐づけることができ、任意でアカウントに本名を登録すれば（非公開）論文出版時などにクレジットを受けることができる。これはズーニバース上の他のプロジェクトに共通している。
さらに、小惑星センターに報告する際の名前（本名）の表記フォーマットは決まっているので、それにしたがって自分の名前をどう表記するかをアカウント名とともに専用フォームから登録すれば、今後そのアカウントで発見した天体は登録した名前で小惑星センターに測定者としてクレジットされる。なお、これらの登録は任意であり、何も登録・ログインせずに分類を行うこともできるが、その場合は報告時や論文出版時などのクレジットを受けられない。
星々の間を移動する小惑星を探すため、レモン山サーベイでの観測では6分間隔で同じ領域を4回撮影し、その4枚の画像をパラパラ漫画のように連続再生した短いアニメーションにしている。
このアニメーションから毎晩数多くの小惑星候補がコンピューターによって自動検知されるが、そのほとんどがノイズや望遠鏡内の埃による誤検知であり、実際の天体は1%前後と見積もられている。
分類を始めると、ユーザーにはこの連続画像が提示されるので、画像中に丸で囲われている検知された候補が、誤検知か本物かを2択で回答する。
使い方の中で、連続再生された画像中でこのノイズと実際の天体を見分ける方法が説明されているので、それにしたがって分類する。
回答するごとに次々と連続画像が表示される。その中には、自動検知時に既発見の既に知られた天体と同定された画像、つまり本物だと確定しており本来分類の必要のない画像を、ユーザーの目を実際の天体に常に慣らすためにわざと混ぜている。こうした天体は分類後にフィードバック画面で天体名が表示されるので、すなわち本物と回答してもフィードバックメッセージが表示されなかった天体が、本物の未発見天体である可能性を持つこととなる。
分類後、必要に応じて分類した画像についてのコメントを、コミュニティの掲示板であるトークボードに投稿することができる。
分類用の画像は、レモン山サーベイの毎晩の観測の後すぐにアップロードされるため、ボランティアはリアルタイムでの天体捜索に参加でき、特に数日で観測できなくなる地球に接近している天体の観測においてはこの迅速性が重要となっている。アーカイブ画像から捜索を行うCOIASなどの他の市民科学小惑星捜索プロジェクトと異なる点である。
1つの候補について複数のボランティアが分類を行い、その候補についての分類の最終結果は多数決で行うことで、十分な分類精度を担保している。

## 成果
このプロジェクトの目的として、母体であるカタリナ・スカイサーベイと同様、潜在的に衝突の危険がある未発見の地球近傍小惑星(NEA)を探すことで、地球を守ることが挙げられている。
2023年10月6日には、10月3日に撮影された画像から発見が報告されたNEAが小惑星センターに発見が認められ、仮符号2023 TWとしてこのプロジェクトで初めて見つかったNEAとなり、参加したボランティアがこの観測の測定者としてクレジットされた。その後、2025年7月時点で計5個のNEAの発見が登録されている。
NEAの他にも、小惑星帯に属するような典型的な小惑星として仮符号登録された天体が2025年7月時点で200個近く存在する。
その他、追観測がない・他の既発見天体と同一と分かったため新発見と登録されていない観測報告が、2025年7月時点で5000件近く存在し、うち110件はNEAと疑われている。
小惑星帯に位置する小惑星で2006年にカタリナ・スカイサーベイが発見した天体の1つに、このプロジェクトに参加した何千人ものボランティアを記念して(227711) デイリーマイナープラネットと命名された。
そのほか、ボランティアのコミュニティーのモデレーター4人の市民ボランティアの名前が、4個の小惑星にそれぞれ (91212) Virgiliogonano、(91333) Robertogorelli、(91335) Alexandrov、(91389) Davidsaewert と命名された。この4人は、ソフトウェアエンジニアや地質学者、植物生理学者など様々なバックグラウンドを持っている。

### 発見した地球近傍小惑星
| 仮符号   | 軌道分類 | 軌道長半径 (au) | 離心率    | 直径 (m) | 発見日     | 出典      |
| -------- | -------- | --------------- | --------- | -------- | ---------- | --------- |
| 2023 TW  | アテン群 | 0.8458886       | 0.2912585 | 9.30     | 2023-10-04 | MPC · JPL |
| 2023 VN3 | アポロ群 | 1.2166279       | 0.2142180 | 26.17    | 2023-11-05 | MPC · JPL |
| 2024 SN3 | アテン群 | 0.9150081       | 0.1096303 | 11.02    | 2024-09-22 | MPC · JPL |
| 2025 HD3 | アテン群 | 0.8316599       | 0.4446249 | 23.78    | 2025-04-24 | MPC · JPL |
| 2025 KU1 | アポロ群 | 1.0738396       | 0.0810991 | 15.10    | 2025-05-22 | MPC · JPL |